# Compositing
Il compositing è la combinazione di elementi visivi provenienti da fonti separate in singole immagini, spesso per creare l'illusione che tutti questi elementi siano parti della stessa scena. Le tecniche di riprese in live action per il compositing sono chiamate a volte chroma key, blue screen o green screen. Oggi in quasi tutti i casi, il compositing viene ottenuto attraverso la manipolazione di immagini digitali, ma forme di compositing pre-digitale risalgono addirittura ai film di Georges Méliès alla fine del diciannovesimo secolo.

## Tecniche di base
Tutte le tecniche di compositing si fondano sul principio di sostituire parti di un'immagine con altro materiale proveniente nella maggior parte dei casi da altre immagini. Nel compositing digitale i software considerano le aree che abbiano una precisa tonalità di colore (e poche altre variazioni) come le aree da sostituire; a quel punto ogni pixel che abbia quel preciso colore verrà sostituito con un pixel da un'altra immagine, allineata in modo che sembri parte dell'originale. Per fare un esempio, in un programma di previsioni del meteo, il conduttore viene ripreso in fronte ad uno schermo blu o verde e il software sostituisce al colore dello schermo le mappe meteorologiche. 

## Compositing "in-camera"
Nel compositing "in-camera" tutte le parti dell'immagine sono piazzate nell'inquadratura e filmate tutte insieme. I componenti sono disposti anche in prospettiva di modo che appaiano come una sola immagine. Per questo tipo di compositing vengono usati spesso modelli parziali, la pittura su vetro, la proiezione di immagini su uno schermo, etc.
Questa tecnica era molto utilizzata nei film degli anni '50, per esempio nelle scene di inseguimenti in macchina dove spesso la macchina era ferma in un teatro di posa con lo sfondo proiettato che vi scorreva dietro, in alcuni casi si ricorreva anche all'uso di un ventilatore per dare maggior impressione di movimento.